# Cavalhada
Cavalhada é um bairro localizado na zona sul da cidade brasileira de Porto Alegre, capital do estado  do Rio Grande do Sul. Foi criado pela lei n° 2022, de 7 de dezembro de 1959.

## História[1]
A origem do nome do bairro é antiga, datando do século XVIII, quando o sesmeiro André Bernardes Rangel teve suas terras expropriadas para a constituição de um campo para a guarda da cavalhada (manada de cavalos) da Fazenda Real. Por este motivo, tal campo ficou conhecido, durante sua existência, como "Cavalhada d'el Rey" ou "Campo da Cavalhada". Quando a Fazenda Real se mudou para o município de Viamão, o rincão voltou à posse do sesmeiro Rangel.
Da mesma maneira que muitos habitantes da Zona Sul de Porto Alegre, os moradores da Cavalhada sofriam as dificuldades de comunicação com o centro histórico, tendo que se deslocar a pé ou de carroça para embarcarem no bonde do bairro Teresópolis.
A única via de acesso era então a "Estrada da Cavalhada", que hoje corresponde às avenidas Carlos Barbosa, Teresópolis, Nonoai e Cavalhada. A partir da década de 1950, houve o asfaltamento da estrada, que se dividiu nos trechos citados. O crescimento da urbanização em toda a cidade trouxe maior desenvolvimento ao bairro, aumentando o comércio e erguendo prédios de pequeno porte. Apesar disso, vários problemas, como a falta de canalização do poluído arroio Cavalhada, persistiram.

## Características atuais
Na década de 1990 ocorreu a construção de condomínios fechados no bairro. Na década de 1980 foi construído um conjunto habitacional no bairro que é conhecido como COHAB Cavalhada. 

## Limites atuais
Ponto inicial e final: encontro da Rua Doutor Campos Velho com a Avenida Vicente Monteggia; desse ponto segue pela Avenida Vicente Monteggia até a Estrada João Vedana, por essa até a Avenida da Cavalhada, por essa até a Avenida Eduardo Prado, por essa até a Rua Atílio Supertti, por essa até a Rua Pedro Rodrigues Bitencourt, por essa até o seu final, no ponto de coordenadas E: 279.504; N: 1.665.427; segue a projeção do eixo dessa rua, por linha reta e imaginária, até o ponto de coordenadas E: 279.551; N: 1.665.358, junto ao prolongamento projetado da Rua Derocy Giacomo da Silva, diretriz do Plano Diretor, por essa até o ponto de coordenadas E: 279.443; N: 1.665.265, seguindo por linha reta e imaginária até o ponto de coordenadas E: 279.384; N: 1.665.263; desse ponto segue pela Avenida Ernesto Zeuner até a Avenida Eduardo Prado, por essa até a Rua Doutor Egydio Michaelsen, por essa até a Avenida da Cavalhada, por essa até a Rua Adão Juvenal Souza, por essa até a Rua Professor Carlos de Paula Couto, por essa até o limite da propriedade do Parque do Morro do Osso, junto à via projetada do Plano Diretor, Diretriz Quatro Mil Quinhentos e Sessenta e Oito (4568), ponto de coordenadas E: 277.734; N: 1.666.392; por essa até o ponto de coordenadas E: 277.374; N: 1.667.277, no limite noroeste da propriedade do Parque do Morro do Osso; desse ponto segue por uma linha reta e imaginária até o entroncamento da Rua Coronel Hilário Pereira Fortes com a Rua Dante Gabriel Guimaraens, por essa até a Estrada Vila Maria, por essa até o Beco D - Estrada Vila Maria, por esse até a Rua Jardim Violeta, por essa até a Rua Liberal, por essa até a Rua João Mora, por essa até a Rua Doutor Pereira Neto, por essa até a Rua Sílvio Silveira Soares, por essa até a Rua José Domingos Varella, por essa até a Rua Coronel Massot, por essa até a Rua Coronel Timóteo, por essa até o entroncamento do Beco A - Vila Nossa Senhora das Graças e o Beco M - Vila Nossa Senhora das Graças, ponto de coordenadas E: 277.095; N: 1.669.361, por esse e a projeção de seu eixo até o Arroio Cavalhada, ponto de coordenadas E: 277.127; N: 1.669.402, segue pelo eixo desse arroio até o Arroio Passo Fundo, ponto de coordenadas E: 277.180; N: 1.669.389, segue pelo eixo desse arroio até a Rua Doutor Campos Velho, ponto de coordenadas E: 277.324; N: 1.669.653, por essa até a Avenida Vicente Monteggia, ponto inicial.
Seus bairros vizinhos são: Nonoai, Cristal, Camaquã, Vila Nova, Ipanema e Jardim Isabel.

## Lei dos limites de bairros- proposta 2015-2016
No fim do ano de 2015, as propostas com as emendas foram aprovadas pela câmara de vereadores de Porto Alegre. Em relação ao bairro Cavalhada houve algumas alterações nas emendas em seu trecho sul, pois seus limites estavam bem imprecisos. O trecho compreendido entre as Ruas Dr. Egydio Michaelsen , Avenida Ernesto Zeuner, Beco Pedro Rodrigues, Rua Atílio Superti, Avenida Eduardo Prado , Avenida Cavalhada  Rua Adão Juvenal de Souza e algumas outras ruas próximas passaram a compor o limite sul do bairro. Nas outras partes do bairro não houve alteração nos limites. 

## Pontos de Referência
- Instituto Santa Luzia [4]
- Colégio Santa Teresa de Jesus [5]
- Escola Estadual de ensino médio Roque Gonzales
- Colégio Estadual Cônego Paulo de Nadal
- COHAB Cavalhada
- Igreja Santa Flora